# ياسين أرناؤوط
ياسين أرناؤوط (7 ديسمبر 1940 - 22 نوفمبر 2010) ممثل سوري راحل. 

## حياته
شارك في العديد من الأعمال التلفازية والمسرحية والسينمائية والإذاعية. وهو عضو في نقابة الفنانين السوريين منذ عام 1971. بدأ مسيرته الفنية في منتصف السبعينيات على خشبة المسرح، ومن أهم أعماله المسرحية: مهاجر بريسبان، المهرج، الزير سالم، العرس. أما في التلفاز فشارك في مسلسل انتقام الزباء، حرب السنوات الأربعة، دولاب، مرايا، وبرز في مسلسل باب الحارة في جزئه الثالث بدور أبو نصوح. إضافة إلى مشاركته عدة سنوات في المسلسل الإذاعي حُكم العدالة. وشارك في السينما في فِلم سائق الشاحنة وفِلم العالم سنة 2000 وفِلم صيد الرجال.  

## وفاته
توفي بدمشق يوم الاثنين 16 ذي الحِجَّة 1431هـ الموافق 22 نوفمبر 2010 عن عمر يناهز 70 عامًا، بعد صراع طويل مع المرض، ودُفن في مقبرة القدَم.

## روابط خارجية
- ياسين أرناؤوط على موقع قاعدة بيانات الأفلام العربية